# Muhdose

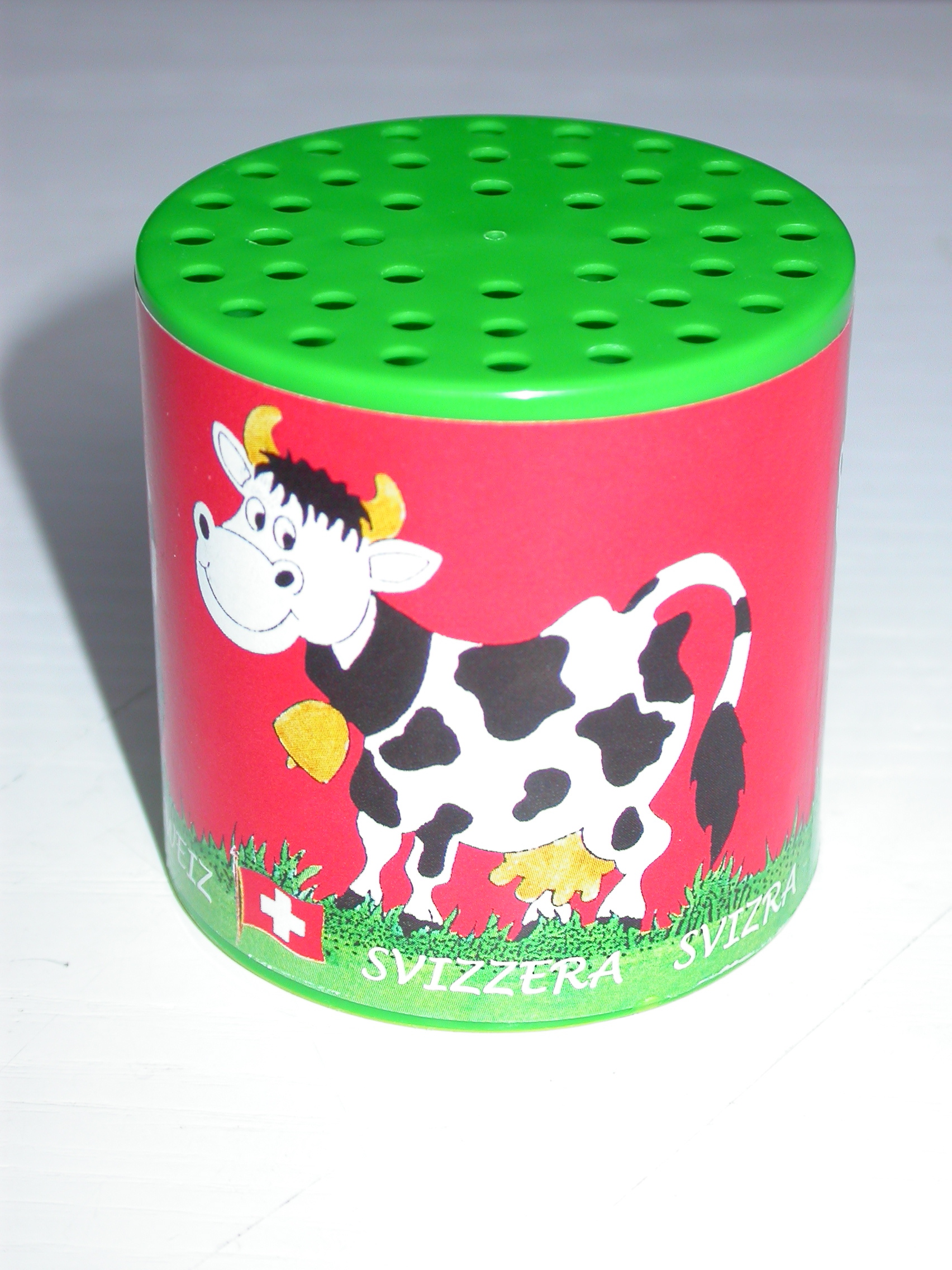
Muhdose

Eine Muhdose (Muh-Dose), auch Kuh- oder Brummdose, Brumm- oder Kippstimme genannt, ist ein mechanisches Klangerzeugungsinstrument, das als Spielzeug, Souvenir oder als Bauteil eines brummenden Teddybären Verwendung findet. Es besteht aus einer Zungenpfeife und einem Blasebalg, der durch ein Gewicht beschwert ist. Sobald das Gerät umgedreht wird, zieht das Gewicht den Blasebalg auf, der bei Lageveränderung die Luft an die Pfeife abgibt.

## Verwendung
Außer der Belustigung oder der Unterhaltung dienen die Tierstimmendosen dem Hörtest bei Kleinkindern. Entwickelt wurde dieser Test von dem französischen Arzt Lucien Moatti. Er benutzt vier Dosen mit den Stimmen von Kuh, Schaf, Katze und Vogel, die auf sechzig Dezibel auf zwei Meter Entfernung eingestellt sind. Die verschiedenen Frequenzen (250 Hz, 500 Hz, 1000 Hz und 2500 Hz) der Tierstimmen lassen Schlüsse über das Hörvermögen von Bässen, Bariton, Alt und Sopran zu.